# Andriamena
Andriamena est une commune urbaine malgache située dans la partie sud-est de la région de Betsiboka.